# Теличново
Теличново (рос. Теличново) — присілок в Палехському районі Івановської області Російської Федерації.
Населення становить 23 особи. Входить до складу муніципального утворення Майдаковське сільське поселення.

## Історія
Від 2005 року входить до складу муніципального утворення Майдаковське сільське поселення.

## Населення
| 2010 |
| ---- |
| 23   |